# Specchia Tarantina
Specchia Tarantina è una frazione del comune di Martina Franca, nella valle d'Itria in provincia di Taranto, distante 14 km dal capoluogo comunale. Parte consistente del suo territorio, compresa la masseria da cui prende il nome, rientra nel territorio di Ceglie Messapica e dista 5 km dal comune in Provincia di Brindisi.

## Geografia fisica

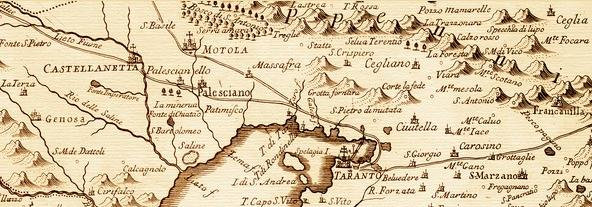
Murgia meridionale

Il territorio della frazione confina ad est con la "masseria Fedele" nel comune di Ceglie Messapica, a sud con la frazione di Monte Fellone del comune di Villa Castelli in provincia di Brindisi e ad ovest con la "masseria del Duca"  e con il territorio del comune di Grottaglie, seguendo la dorsale del Monte Trazzonara, nei pressi della "Masseria Nuove Caselle".
L'abitato sorge sul monte Fellone ed è caratterizzato da nuclei abitativi sparsi e da due centri, uno nel punto d'incrocio tra le strade provinciali per Martina Franca, Villa Castelli e Grottaglie, e l'altro più popoloso in via Monte Fellone che collega la Grottaglie - Martina Franca alla Martina Franca - Villa Castelli.

## Storia
Le specchie, da cui deriva il nome della frazione, testimoniano l'antica frequentazione dell'area, al confine tra i territori controllati dai Messapi e dalla colonia spartana di Taranto.
Nel XIII secolo insieme a Monte Fellone rientra nelle proprietà di Glicerio de Persona signore delle Terre di Ceglie del Gualdo, di Mottola, di Soleto e del Casale di San Pietro in Galatina. Parteggiò per Corrado IV di Svevia figlio di Federico II di Svevia e Re di Sicilia contro gli angioini. Caduto anche Manfredi di Sicilia, l'ultimo degli Svevi, Carlo I d'Angiò ordina la cattura di Glicerio, che si era dato alla latitanza nelle campagne di Taranto dove fu catturato, condotto in carcere nel castello di Brindisi (insieme ai figli Gervasio, Giovanni e Perello) e subì infine il patibolo. I possedimenti che deteneva furono confiscati e ceduti ad Anselino de Toucy. Il monte ebbe una sorte diversa, fu difatti affidato, insieme al vasto territorio di Martina Franca, alla potente famiglia Caracciolo.
Il territorio di Specchia tarantina era noto nel XVI secolo come Selva Terentio e Specchia di Lupo. La frazione ebbe una forte espansione demografica ed economica tra la fine dell'Ottocento e primi del Novecento, con la costruzione di numerosi muretti a secco e trulli. Nel 1922 i voti degli abitanti furono determinanti per il raggiungimento della soglia di 4.000 elettori necessari all'autonomia del comune di Villa Castelli.
Nel novembre 2002 i rappresentanti della CGIL di Brindisi e Villa Castelli furono oggetto di minacce ed intimidazioni che portarono ad interrogazioni parlamentari al Ministro dell'interno e al Ministro del Lavoro.

## Film
- Il ragazzo di Ebalus, Italia 1984, durata: 110 minuti, regia di Giuseppe Schito, con Riccardo Cucciolla e Teresa Ann Savoy.

## Luoghi di interesse
Vi si trova la chiesa dell'Ave Maria e numerose cappelle votive.

## Economia
L'economia della frazione si basa sull'agricoltura, con lo sfruttamento delle risorse boschive (legno di quercia e di leccio, funghi, asparagi, mirto) e la coltivazione dell'ulivo e della vite, con produzione del vino DOC Martina Franca. Vi si allevano conigli e chiocciole d'Itria.
Sono presenti inoltre attività artigianali (costruzione di muri a secco e trulli), di ebanisteria e di produzione di materiali edili.
La presenza di strutture ricettive, quali masserie e agriturismi, ha fatto registrare negli ultimi anni un notevole incremento delle presenze turistiche, dovuto soprattutto all'ottima posizione della località e alla bellezza paesaggistica che offre. In particolare si segnala il B&B Masseria Nuove Caselle all'interno dell'omonima masseria del XVIII secolo, in cui si può soggiornare in bellissimi trulli e assaggiare i prodotti del caseificio adiacente.